# Aglapsvik
Aglapsvik es una localidad aislada en el Malangsfjorden en el municipio de Senja en Troms, Noruega. Está a 35 kilómetros al norte de Finnsnes. El nombre deriva de la montaña Aglapen. La zona es abundante en colinas y bosques. La única conexión terrestre es la ruta 263. Tiene alrededor de 50 habitantes.